# Drugi rząd Theobalda von Bethmanna-Hollwega
Drugi rząd Theobalda von Bethmanna-Hollweg -14 lipca 1913 –13 lipca 1917 
| Funkcja                                                         | Imię i nazwisko                                                                           | Partia      |
| --------------------------------------------------------------- | ----------------------------------------------------------------------------------------- | ----------- |
| Bundeskanzler - Kanclerz Rzeszy                                 | Theobald von Bethmann-Hollweg                                                             | bezpartyjny |
| Stellvertreter des Bundeskanzlers - Wicekanclerz Rzeszy         | Clemens von Delbrück (do 22 maja 1916) Karl Helfferich                                    | bezpartyjny |
| Minister spraw zagranicznych                                    | Gottlieb von Jagow (do 22 listopada 1916) Arthur Zimmermann                               | bezpartyjny |
| Minister spraw wewnętrznych                                     | Clemens von Delbrück (do 22 maja 1916) Karl Helfferich                                    | bezpartyjny |
| Minister sprawiedliwości                                        | Hermann Lisco                                                                             | bezpartyjny |
| Minister finansów                                               | Hermann Kühn (do 31 stycznia 1915) Karl Helfferich (do 22 maja 1916 Siegfried von Roedern | bezpartyjny |
| Minister gospodarki i technologii                               | wakat                                                                                     |             |
| Minister rolnictwa, polityki żywnościowej i ochrony konsumentów | Adolf Tortilowicz von Batocki-Friebe                                                      | bezpartyjny |
| Minister pracy i polityki społecznej                            | wakat                                                                                     |             |
| Minister marynarki wojennej                                     | Alfred von Tirpitz (do 15 marca 1916) Eduard von Capelle                                  | bezpartyjny |
| Minister transportu i budownictwa                               | wakat                                                                                     |             |
| Minister poczty i telekomunikacji                               | Reinhold Kraetke                                                                          | bezpartyjny |
| Minister skarbu państwa                                         | Hermann Kühn (do 31 stycznia 1915) Karl Helfferich (do 22 maja 1916 Siegfried von Roedern | bezpartyjny |
| Minister kolonii                                                | Wilhelm Solf                                                                              | bezpartyjny |